# Johann von Chalon-Arlay
Johann von Chalon-Arlay (* 1300/01; †  Mai oder Juni 1335)
war von 1325 bis 1328 Bischof von Basel und von 1328 bis 1335 Administrator des Bistums Basel und Bischof von Langres.

## Leben
Johann entstammte der Seitenlinie Chalon-Arlay des Hauses Burgund-Ivrea. Seine Eltern waren Johann I., Herr von Arlay, und Margarete von Burgund († nach 1300), eine Tochter Herzog Hugos IV. von Burgund. Der Bischof von Lüttich und Erzbischof von Besançon Hugo von Chalon war sein Onkel. Johann wurde 1316 Domherr in Langres und Besançon, 1317 auch in Paris. 1318 ernannte ihn der Papst zum Domdekan von Langres, was dort jedoch auf Widerstand stieß. Daraufhin verließ Johann die Stadt und nahm ein Studium der Rechte auf. Nach dem Tod des Basler Bischofs Gerhard von Wippingen am 17. März 1325 wählte das Basler Domkapitel am 20. März Hartung Münch von Landskron zum Bischof. Die Wahl wurde jedoch von Papst Johannes XXII. nicht anerkannt, der am 30. März den von Philipp von Valois, dem zukünftigen König Philipp VI. von Frankreich, unterstützten Johann zum Bischof von Basel ernannte. Obwohl der Papst einen Prozess gegen Hartung anstrengte, gelang es Johann nicht, sich in Basel durchzusetzen. 1327 verbündete sich Johann mit Herzog Albrecht II. von Österreich, den er mit der Grafschaft Pfirt belehnte. Als der Papst Hartung am 29. Juli 1327 exkommunizierte, in Basel große Teile der Bevölkerung einer Seuche erlagen und Kleinbasel nahezu vollständig einem Brand zum Opfer fiel, gab Hartung dem wachsenden Druck nach und schloss am 13. August 1328 einen Waffenstillstand mit dem kurz zuvor am 6. April zum Bischof von Langres ernannten Johann. Hartung behielt seine Pfründen, übergab jedoch das Bistum an Johann, dem der Papst gestattete, neben der Administration von Basel auch das Bistum Langres zu behalten. Der von 1325 bis 1328 dauernde Streit hinterließ jedoch eine große Schuldenlast. Johann betrat erstmals 1330 Basel, die faktische Leitung des Bistums erfolgte jedoch durch den Generalvikar und Prior von Sankt Alban Johannes Stocker. 1335 im Mai oder Juni verstarb Johann. Da er in keinem Obituarium erwähnt wurde, bleibt das genaue Todesdatum unbekannt.